# Bokak
Atol Bokak nebo atol Taoangi je neobydlený korálový atol v Tichém oceánu, který je součástí Marshalových ostrovů. Tvoří ho 11 ostrovů, které obklopují lagunu o ploše 78,04 kilometrů čtverečních. Celková plocha všech ostrovů je 3,24 kilometrů čtverečních. Atol patří k nejvíce izolovaným atolům na Marshallových ostrovech. Mezi hlavní ostrovy atolu patří Kamwome, Bwidije, Sybilla, Pokak a Bwokwia.

## Geografie
Atol je vzdálen 685 kilometrů severně od hlavního města Marshallových ostrovů Majura a 280 kilometrů severovýchodně od atolu Bikar. Náleží rovnoběžnému pásu ostrovů zvaného Ratak. Celková rozloha atolu činí 81,28 kilometrů čtverečních.

## Podnebí
Atol je jeden z nejsušších atolů na Marshallových ostrovech. Průměrná roční teplota je přibližně 27 °C. Průměrný roční úhrn srážek se pohybuje kolem 1000 milimetrů. Nejvíce deštivo bývá na konci léta.